# Casa Puig Soler
La Casa Puig Soler és un edifici del municipi de Figueres (Alt Empordà) que forma part de l'Inventari del Patrimoni Arquitectònic de Catalunya.

## Descripció
Edifici obra de 1901 de l'arquitecte Josep Azemar. Situat en el centre històric de la ciutat, amb una façana que dona a la Rambla de Figueres. És un edifici en cantonada, amb una torre situada a l'eix de l'edifici. La planta baixa està destinada a ús comercial (Armeria Romero). En el primer pis trobem sis finestres sobre un encoixinat que es perllonga en vertical en el cos central de la cantonada. En el segon pis destaca la tribuna-balcó semicircular amb arcs de mig punt i balustrada, que suporta un balcó al pis superior. Aquest cos-torreta culmina amb una cúpula ceràmica. A banda i banda d'aquest cos central, la façana presenta finestrals i balconades amb guardapols ornamentals (en forma de U), i presenta l'arrebossat pintat. L'edifici està cobert per terrassa rematada per barana amb balustrada.